# Mellicta nigrocingulata
Mellicta nigrocingulata är en fjärilsart som beskrevs av Van Oorschot 1966. Mellicta nigrocingulata ingår i släktet Mellicta och familjen praktfjärilar. Inga underarter finns listade i Catalogue of Life.